# Sundown
Sundown és una pel·lícula dramàtica del 2021 escrita i dirigida per Michel Franco. És protagonitzada per Tim Roth, Charlotte Gainsbourg, Iazua Larios, Henry Goodman, Albertine Kotting McMillan i Samuel Bottomley. La trama segueix un home ric (Roth) que intenta abandonar la seva família de vacances després de la mort de la seva mare. La pel·lícula es va rodar a Acapulco i a la ciutat de Mèxic. Va tenir l'estrena mundial al Festival de Cinema de Venècia el 5 de setembre de 2021 i es va estrenar als Estats Units amb Bleecker Street el 28 de gener de 2022. El 27 de maig es va estrenar la versió doblada al català als cinemes. La pel·lícula va rebre crítiques generalment positives.

## Repartiment
- Tim Roth com a Neil Bennett
- Charlotte Gainsbourg com a Alice Bennett
- Iazua Larios com a Berenice
- Henry Goodman com a Richard
- Albertine Kotting McMillan com a Alexa Bennett
- Samuel Bottomley com a Colin Bennett
- Jesús Godínez com a Jorge "Campos" Saldaña